# Jacob-und-Wilhelm-Grimm-Zentrum

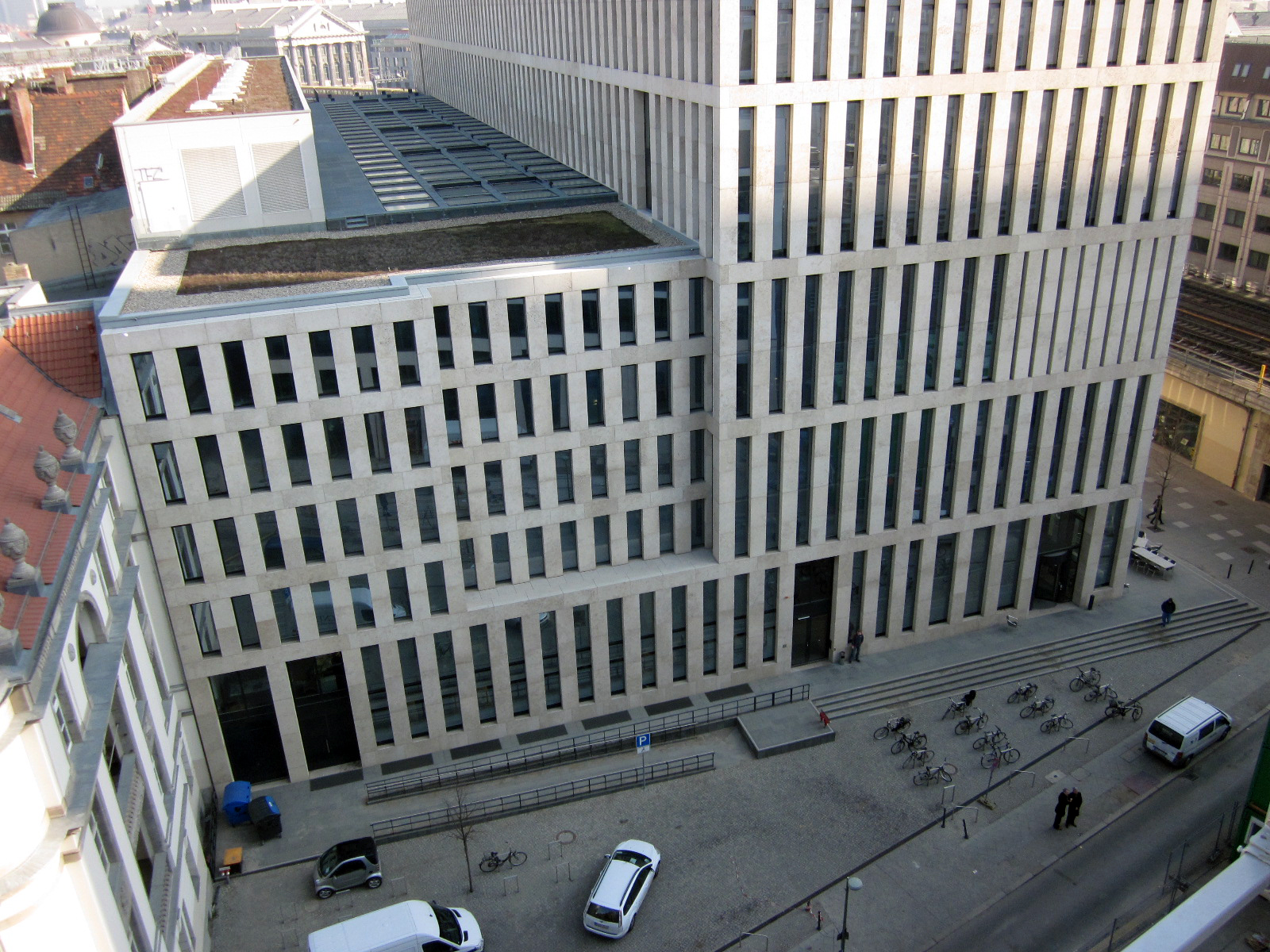
Jacob-und-Wilhelm-Grimm-Zentrum von der Planckstraße aus (von Westen her) gesehen

Das Jacob-und-Wilhelm-Grimm-Zentrum im Berliner Ortsteil Mitte des gleichnamigen Bezirks vereint die Zentralbibliothek der Universitätsbibliothek der Humboldt-Universität und den Computer- und Medienservice (CMS) der Humboldt-Universität. Das nach den Brüdern Grimm benannte Gebäude wurde am 12. Oktober 2009 eröffnet.
Mit rund zwei Millionen Bänden handelt es sich um einen der größten zusammenhängend in Freihandaufstellung verfügbaren Bibliotheksbestände im deutschsprachigen Raum. Neben der alten Zentralbibliothek sind hier zwölf ehemalige Zweigbibliotheken der Geistes- und Kulturwissenschaften sowie der Sozial- und Wirtschaftswissenschaften untergebracht. Die anderen neun Zweigbibliotheken sowie das Universitätsarchiv blieben an ihren bisherigen Standorten in verschiedenen Bezirken Berlins. 

## Lage und Gebäude
Das Grimm-Zentrum liegt unmittelbar nördlich der Stadtbahn zwischen dem Bahnhof Friedrichstraße und dem Hauptgebäude der Universität. Das Grundstück mit der Adresse Geschwister-Scholl-Straße 1–3 befindet sich zwischen Planck- und Geschwister-Scholl-Straße.
Es handelt sich um ein zehngeschossiges Gebäude des Schweizer Architekten Max Dudler, die Hauptnutzfläche beträgt 20.296 m². Den Kern der Bibliothek bildet ein in seinen Ausmaßen und seiner Gestaltung einmaliger Lesesaal, der 70 Meter lang, 12 Meter breit und 20 Meter hoch ist.

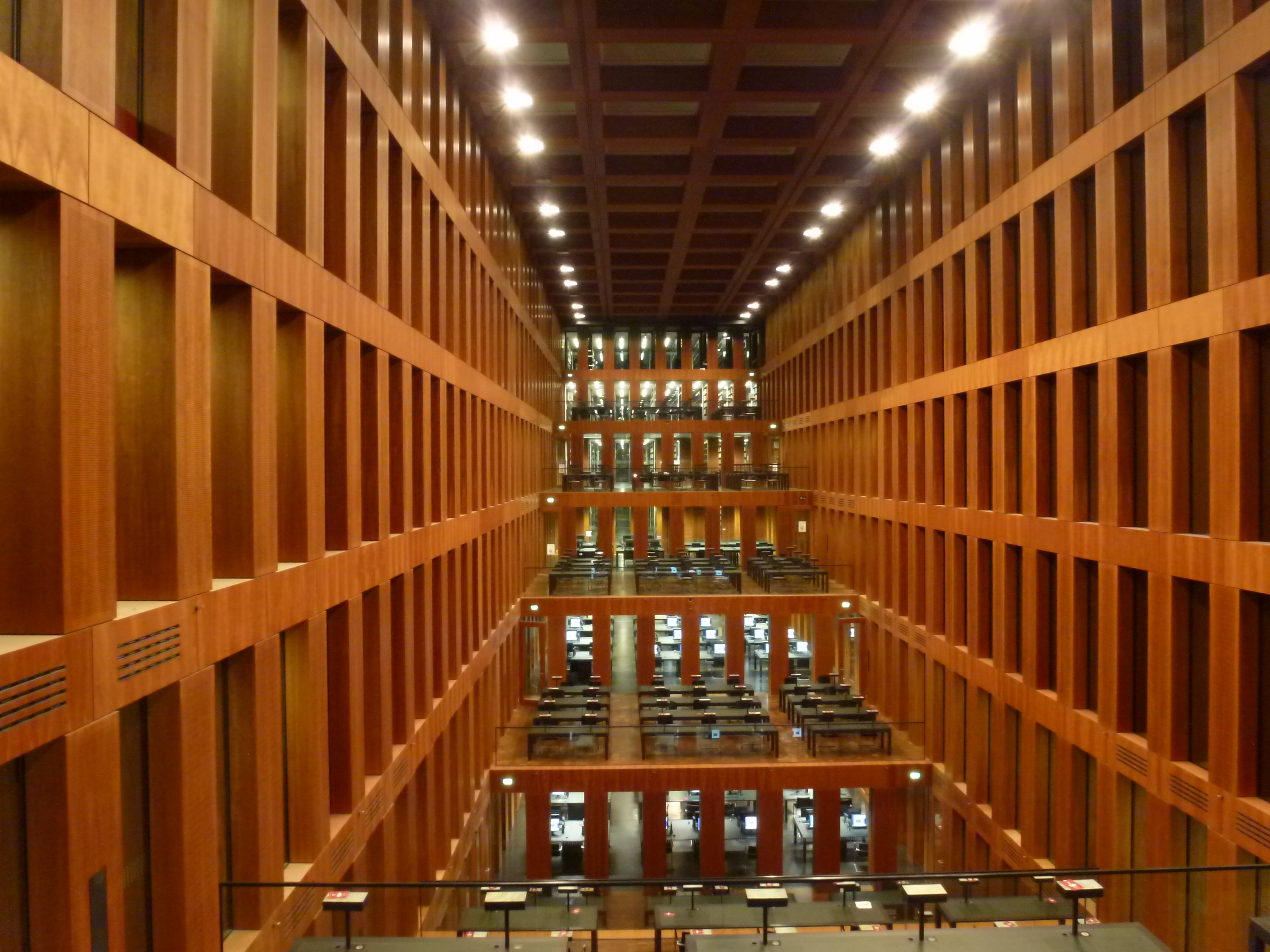
Leseterrassen im Jacob-und-Wilhelm-Grimm-Zentrum

Im Grimm-Zentrum lagern insgesamt 2,5 Millionen Bände, wovon rund zwei Millionen Bände in der Freihandaufstellung verfügbar sind. Zusätzlich gibt es eine kleine Cafeteria, Räume für Videokonferenzen, ein Auditorium mit rund 180 Plätzen und acht Gruppenarbeitsräume sowie 55 Einzelarbeitskabinen. Insgesamt stehen 1200 Arbeitsplätze zur Verfügung, davon sind rund 500 mit Rechnern ausgestattet.

## Geschichte
Die Universitätsbibliothek der Humboldt-Universität existiert seit 1831 und war ab 1910 in den Räumlichkeiten der Staatsbibliothek in unmittelbarer Nähe zum Hauptgebäude der Universität untergebracht. Zunächst sollte die Bibliothek nur provisorisch dort beheimatet sein, es wurde jedoch nie ein anderes Gebäude gefunden. Im Zuge der Sanierung der Staatsbibliothek musste die Universitätsbibliothek im Juni 2005 dort ausziehen und es wurde beschlossen, ein neues Gebäude zu errichten.
Im Laufe der Zeit hatten sich an der Universität zusätzlich zur Zentralbibliothek eine Vielzahl an Zweig- und Teilbibliotheken gebildet. In der DDR wurde damit begonnen, diese Bibliotheken zu zentralisieren und ein einschichtiges Bibliothekssystem aufzubauen, das auch nach der politischen Wende beibehalten wurde. Auf dem naturwissenschaftlichen Campus in Adlershof entstand 2003 die Zweigbibliothek Naturwissenschaften durch die Zusammenlegung der Buchbestände der Fachbereiche Mathematik, Physik, Informatik, Chemie, Geografie und Psychologie.
Ähnliches wurde für die Zentralbibliothek geplant: Diese wurde mit zwölf Zweig- und Teilbibliotheken der Geistes-, Kultur- und Sozialwissenschaften sowie der Wirtschaftswissenschaften zusammengelegt. Mitte 2004 wurde nach jahrelanger Suche der Standort gewählt, Anfang 2005 war der Architektenwettbewerb abgeschlossen und Ende 2005 begannen erste vorbereitende Baumaßnahmen. Der offizielle erste Spatenstich fand am 22. August 2006 statt. Eröffnet wurde das Gebäude am 12. Oktober 2009.

## Kritik

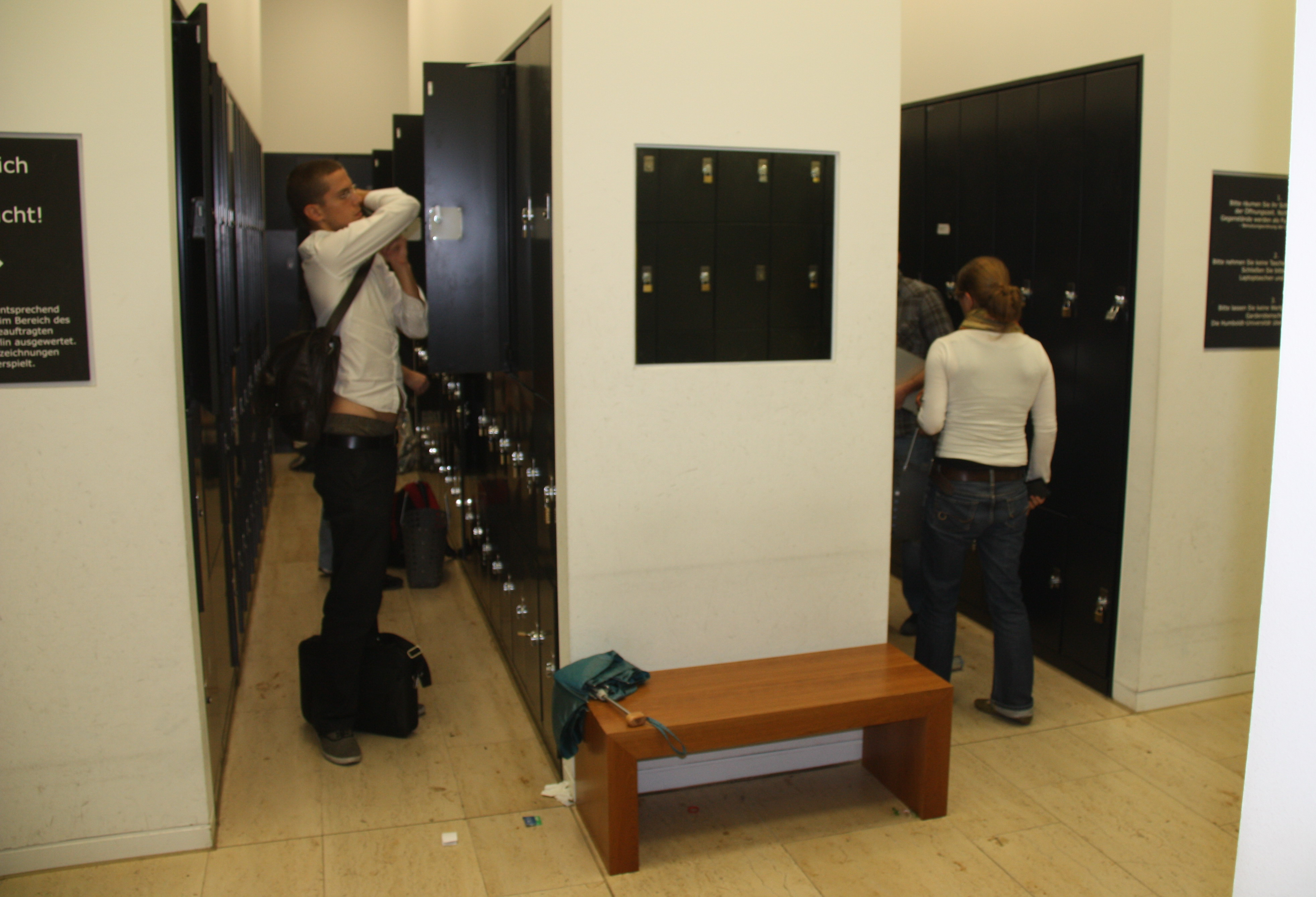
Schließfächer der Humboldt-Zentralbibliothek

Die Lage und Ausgestaltung des Garderoben- und Schließfachbereichs wird als zu eng und schlecht ausgeschildert kritisiert. Die Garderobe liegt im Keller, wo sie nur über einen engen, mehrfach geknickten Treppenschacht in einer sackgassenartigen Situation zu erreichen ist. In der Anfangszeit gab es zudem Probleme mit der Anzahl der Garderobenschließfächer. Die ursprüngliche Zahl von rund 1200 Plätzen konnte auf rund 1500 Plätze erweitert werden, indem zusätzlich zur Kellergarderobe weitere Garderobenplätze in der Eingangshalle eingerichtet wurden. Sowohl die Kellergarderobenschränke als auch die Garderobenplätze im Erdgeschoss sind nur mit Vorhängeschloss nutzbar.
Martin Mosebach (Büchner-Preisträger 2007) hat aus schriftstellerischer Sicht ein umfängliches Lob geschrieben. Auffällig ist die Diskrepanz zwischen dem allgemeinen Lob der Politik und der etablierten Architekturkritik in den Zeitungsfeuilletons, das sich im Wesentlichen auf die Gestaltung der Fassade und des treppenförmigen Hauptlesesaals bezieht, und der vielfach belegten Kritik durch die Benutzer an Platzkapazität, Akustik, Verkehrswegen (Treppen, Fahrstühle, Toiletten, Barrierefreiheit, Orientierung), Klimatechnik, Kopiermöglichkeiten und Garderobe. Dass bei der Planung die ästhetische Außenwirkung in Konflikt mit der konkreten Nutzbarkeit geriet, ergibt sich auch aus der Selbstdarstellung der Bibliothek: „Dem Gebäude liegt das Achsmaß der Regale als Raster zugrunde, eine deutliche Reminiszenz an die Bedeutung des Freihandbestandes. Die besondere Beachtung der Symmetrie hat es in der Planungsphase nicht immer einfach gemacht, die Vielfalt der Funktionen auch räumlich darzustellen.“

## Auszeichnungen
Das Gebäude erhielt den BDA-Preis Berlin 2009, den Architekturpreis Berlin 2009, 2010 den BDA-Architekturpreis „Nike“ (in der Kategorie „Beste stadtbauliche Interpretation“), 2011 den Deutschen Naturstein-Preis vom Deutschen Naturwerkstein-Verband e. V. (DNV) und 2013 den Access City Award für Barrierefreiheit.